# Renia rhamphialis
Renia rhamphialis är en fjärilsart som beskrevs av Achille Guenée 1854. Renia rhamphialis ingår i släktet Renia och familjen nattflyn. Inga underarter finns listade.